# Склуди
Склуди (пол. Skłudy) — село в Польщі, у гміні Обрите Пултуського повіту Мазовецького воєводства.
Населення — 34 особи (2011).
У 1975-1998 роках село належало до Остроленцького воєводства.

## Демографія
Демографічна структура станом на 31 березня 2011 року:
|          | Загалом | Допрацездатний вік | Працездатний вік | Постпрацездатний вік |
| -------- | ------- | ------------------ | ---------------- | -------------------- |
| Чоловіки | 21      | 4                  | 17               | 0                    |
| Жінки    | 13      | 0                  | 9                | 4                    |
| Разом    | 34      | 4                  | 26               | 4                    |